# Equazione

Un esempio di equazione

Un'equazione (dal latino aequatio) è una uguaglianza matematica tra due espressioni contenenti una o più variabili, dette incognite. L'uso del termine risale almeno al Liber abbaci del Fibonacci (1228).
Se un'equazione ha {\displaystyle n} incognite, allora ogni {\displaystyle n}-upla (ordinata) di elementi che sostituiti alle corrispondenti incognite rendono vera l'uguaglianza è una soluzione dell'equazione. Risolvere un'equazione significa individuare l'insieme di tutte le sue soluzioni.

## Descrizione

### Insiemi coinvolti in un'equazione
- L'insieme di definizione delle variabili incognite è l'insieme massimale degli elementi in uno specifico insieme ambiente di riferimento fissato a priori per cui le espressioni ad ambo i membri dell'equazione sono definite.
- Il dominio delle variabili incognite è l'insieme degli elementi in cui si cercano le soluzioni dell'equazione. Il dominio deve essere contenuto nell'insieme di definizione.
- L'insieme delle soluzioni è l'insieme formato dagli elementi che, sostituiti alla variabile incognita, rendono vera l'uguaglianza.

L'insieme delle soluzioni è condizionato dal dominio. Si consideri come esempio l'equazione
{\displaystyle x^{2}-2=0.}
Questa equazione non ammette soluzioni se il dominio è l'insieme dei numeri razionali, mentre ammette due soluzioni se il dominio è l'insieme dei numeri reali: {\displaystyle \pm {\sqrt {2}}}. Analogamente, l'equazione
{\displaystyle x^{2}+1=0}
non possiede soluzioni reali ma è risolvibile se il dominio è il campo dei numeri complessi.

### Teoremi di equivalenza
Due equazioni si dicono equivalenti se i rispettivi insiemi delle soluzioni coincidono. Vi sono due principi che consentono di manipolare le equazioni per trovare l'insieme delle soluzioni; essi sono una conseguenza diretta delle proprietà delle uguaglianze:
- Primo teorema di equivalenza: data un'equazione E, si ottiene un'equazione (semanticamente) equivalente a E aggiungendo o sottraendo ad ambo i membri una stessa espressione a patto che non vengano ristrette le condizioni di esistenza.
Esempio:

{\displaystyle 4x+13=28;}
{\displaystyle 4x+13\,{\underline {+\,2}}=28\,{\underline {+\,2}};}
{\displaystyle 4x+15=30.}
- Secondo teorema di equivalenza: data un'equazione E, si ottiene un'equazione (semanticamente) equivalente a E moltiplicando o dividendo ambo i membri di E per la stessa espressione, purché questa non restringa le condizioni di esistenza dell'equazione e non si annulli.
Esempio:

{\displaystyle 3x-1={\frac {3x}{2x-1}}}
{\displaystyle (2x-1)(3x-1)=(2x-1){\frac {3x}{2x-1}}}
{\displaystyle 6x^{2}-5x+1=3x}
{\displaystyle 6x^{2}-8x+1=0}
l'equivalenza logica tra le prime due e le rimanenti equazioni non sussiste però per {\displaystyle x={\frac {1}{2}}} che ne annulla il denominatore.

### Notazioni
Tipicamente in un'equazione compaiono, oltre alle incognite, dei coefficienti noti che moltiplicano le incognite stesse e dei termini noti che sono ad esse applicati tramite somma algebrica: questi elementi, se non sono esplicitati nel loro valore numerico, sono indicati in genere con le lettere {\displaystyle a}, {\displaystyle b}, {\displaystyle c}... mentre alle variabili incognite sono convenzionalmente attribuite le ultime lettere dell'alfabeto ({\displaystyle x}, {\displaystyle y}, {\displaystyle z}...).
Le soluzioni di un'equazione vengono generalmente indicate esplicitando le incognite delle espressioni che contengono le costanti ed eventuali parametri arbitrari. Ad esempio, la soluzione dell'equazione
{\displaystyle ax+2=b}
dove {\displaystyle a} è un parametro non nullo, e il dominio è l'insieme dei numeri reali, si scrive come
{\displaystyle x={\frac {b-2}{a}}.}

### Nomenclatura
Un'equazione si dice:
- determinata se l'insieme delle soluzioni è formato da un numero finito di elementi;
- impossibile se l'insieme soluzione è l'insieme vuoto;
- identità se l'insieme delle soluzioni coincide col dominio;
- indeterminata se il numero delle soluzioni è infinito ma non coincide con l'intero dominio.

### Risolubilità
Dal teorema fondamentale dell'algebra, segue immediatamente che un'equazione polinomiale (cioè formata da un polinomio uguagliato a zero, in una variabile) di grado {\displaystyle n} ammette sempre {\displaystyle n} soluzioni nel campo complesso, di cui alcune possono essere multiple. In particolare un'equazione di grado {\displaystyle n} ammette almeno {\displaystyle 1} soluzione e al massimo {\displaystyle n} soluzioni complesse differenti.
Per il teorema di Abel-Ruffini, non esiste una formula generale per esprimere le radici delle equazioni polinomiali di grado {\displaystyle 5} o superiore tramite una formula per radicali. Viceversa le equazioni di primo grado, secondo grado, terzo grado e quarto grado ammettono una formula risolutiva generica. Casi particolari di equazioni di grado superiore al quarto possono comunque essere risolti tramite radicali.
Il metodo delle tangenti di Newton, sotto determinate ipotesi, fornisce un algoritmo per la risoluzione numerica delle equazioni. Un altro algoritmo con ipotesi più generali è il metodo di bisezione. Le soluzioni trovate mediante metodi numerici vengono chiamate approssimate in contrapposizione alle soluzioni date da formule chiuse che vengono chiamate esatte. Tuttavia alcune volte l'errore commesso tramite metodi approssimanti risulta minore di quello commesso nell'approssimazione ai numeri macchina implementando metodi esatti. (ne è un esempio il metodo di Mandelbrot per equazioni di quinto e sesto grado).

## Classificazione delle equazioni
Una prima classificazione delle equazioni può avvenire in questo modo:
- equazioni algebriche, riconducibili a polinomi;
- equazioni trascendenti, non riconducibili a polinomi;
- equazioni con valori assoluti;
- equazioni funzionali, in cui le incognite sono funzioni.

### Equazioni algebriche
Le equazioni algebriche possono essere divise in vari gruppi in base alle loro caratteristiche; è necessario ricordare che un'equazione deve appartenere ad almeno e solo una delle categorie per ogni gruppo.
In base al grado del polinomio:
- equazioni di 1º grado o equazioni lineari;
- equazioni di 2º grado o equazioni quadratiche;
- equazioni di 3º grado o equazioni cubiche;
- equazioni di 4º grado o equazioni quartiche;
- equazioni di 5º grado o equazioni quintiche;
- e così via.

Possono inoltre essere divise in base alla presenza di incognite al radicando di radici:
- equazioni non irrazionali;
- equazioni irrazionali, contenenti radici con incognite al radicando, si classificano in base all'indice della radice:
  - indice pari;
  - indice dispari.

#### Equazioni omogenee
Si definisce equazione omogenea un'equazione algebrica in più variabili i cui termini hanno tutti lo stesso grado. Un'equazione omogenea ammette sempre la soluzione banale con tutte le variabili uguali a {\displaystyle 0} e, su un campo algebricamente chiuso, ammette sempre infinite soluzioni, infatti da ogni soluzione se ne ottengono infinite altre alterandole per un fattore di proporzionalità. Ad esempio:
{\displaystyle x^{2}-5xy+6y^{2}=(x-3y)(x-2y)=0,}
ha per soluzioni, sul campo dei numeri complessi la coppia {\displaystyle x=2k} e {\displaystyle y=k} e la coppia {\displaystyle x=3h} e {\displaystyle y=h} con {\displaystyle k} e {\displaystyle h} numeri complessi qualsiasi.
Non è vero su un campo non algebricamente chiuso, infatti l'equazione omogenea
{\displaystyle x^{2}+y^{2}=0}
ammette come unica soluzione, sul campo dei numeri reali, la coppia {\displaystyle x=0} e {\displaystyle y=0}.

### Equazioni trascendenti
Le equazioni trascendenti coinvolgono almeno un'incognita come argomento di una funzione non polinomiale. Le più comuni categorie di equazioni trascendenti sono:
- equazioni trigonometriche, in cui almeno un'incognita è presente come argomento di funzioni trigonometriche;
- equazioni esponenziali, in cui almeno un'incognita è presente come argomento di funzioni esponenziali;
- equazioni logaritmiche, in cui almeno un'incognita è presente come argomento di logaritmi.

### Equazioni con valori assoluti
Le equazioni con valori assoluti contemplano oltre le incognite la presenza del valore assoluto di espressioni algebriche o trascendenti. Possiamo aver quindi:
- equazioni algebriche con uno o più valori assoluti;
- equazioni trascendenti con uno o più valori assoluti.

### Equazioni funzionali
Le equazioni funzionali hanno almeno un'incognita che è una funzione. Le più comuni categorie di equazioni funzionali sono:
- equazioni differenziali, se contengono derivate della funzione incognita;
- equazioni integrali, se contengono integrali della funzione incognita.

### In base alle espressioni letterali
In base alla presenza di altre espressioni letterali tutte le equazioni possono essere divise in:
- equazioni numeriche, contengono solo espressioni numeriche e l'incognita;
- equazioni parametriche, in cui le incognite sono funzioni espresse in funzione di uno o più parametri.

### Altre categorie
- Le equazioni diofantee sono equazioni in cui si ricercano solo le soluzioni intere.
- I sistema di equazioni sono una collezione di più equazioni di cui si ricercano delle soluzioni simultanee, cioè che verificano tutte le equazioni considerate contemporaneamente. Essi a loro volta possono essere suddivisi in tutte le altre categorie sopra menzionate.
- Nel 1521 Francesco Galigai, fiorentino, riunì quanto studiato sino ad allora sulle equazioni di primo e secondo grado nel suo Summa de arithmetica stampato a Firenze da Bernardo Zucchetta.

## Equazioni famose
- Equazioni di stato
- Equazione delle onde
- Equazioni di Maxwell
- Equazione di Bernoulli
- Equazioni di Eulero (dinamica)
- Equazioni di Eulero-Lagrange
- Equazioni di Navier-Stokes
- Equazioni di campo di Einstein
- Equazione di Schrödinger
- Equazione di Klein-Gordon
- Equazione di Dirac
- Equazioni di Lotka-Volterra
- Equazione di Drake